# Agylla ramelana
Vamuna remelana là một loài bướm đêm thuộc phân họ Arctiinae, họ Erebidae.